# Companhia de Saneamento de Alagoas
A Companhia de Saneamento de Alagoas - CASAL, é uma sociedade de economia mista de abastecimento de água e saneamento básico do estado brasileiro de Alagoas, com sede em Maceió.
Fundada em dezembro de 1962, a CASAL é oriunda do antigo Departamento de Água e Esgoto da Secretaria de Viação e Obras do Estado de Alagoas. Dividida em cinco gerências (Metropolitana, Leste, Serrana Bacia Leiteira, Sertão e Agreste), atende a 77 municípios alagoanos.

## Privatização
Em 74 municípios do estado de Alagoas, foi realizada a concessão dos sistemas de abastecimento de água e de esgotamento sanitário para a iniciativa privada. O projeto foi estruturado pelo Banco Nacional de Desenvolvimento Econômico e Social (BNDES) e recebeu apoio do Ministério do Desenvolvimento Regional e do Programa de Parcerias de Investimentos (PPI), do Ministério da Economia.
Em 30 de setembro de 2020, a BRK Ambiental venceu o leilão do fornecimento de água e coleta de esgoto na Região Metropolitana de Maceió realizado Bolsa de Valores B3 com um lance de R$ 2,009 bilhões pelo prazo de 35 anos.
Em 13 de dezembro de 2021, o Bloco B, que contempla 34 municípios localizados no Sertão e parte do Agreste alagoano foi arrematado pelo consórcio Alagoas (Águas do Sertão), formado pelos grupos Allonda e Conasa, por R$ 1,2 bilhões. O bloco C, que contempla 27 municípios localizados na região leste e a outra parte do Agreste, teve como vencedor o consórcio Mundaú (Verde Alagoas), formado pelos grupos Cymi e Aviva Ambiental, com um lance de R$ 430 milhões. O prazo de concessão é de 35 anos.
A Casal continua responsável pela captação e tratamento da água, mas as empresas privadas são responsáveis por distribuir aos clientes. Os consórcios vencedores deverão realizar os investimentos para garantir a universalização do acesso à água a 99% da população e à coleta de esgoto a pelo menos 90% dos residentes até o 11º ano de contrato.
Agência Reguladora de Serviços Públicos do Estado de Alagoas (Arsal) tem o papel de fiscalizar, por meio de normas e regulamentos vigentes, a qualidade, continuidade, eficiência, regularidade e integralidade dos serviços de abastecimento de água e esgotamento sanitário.